# Gustavstraße

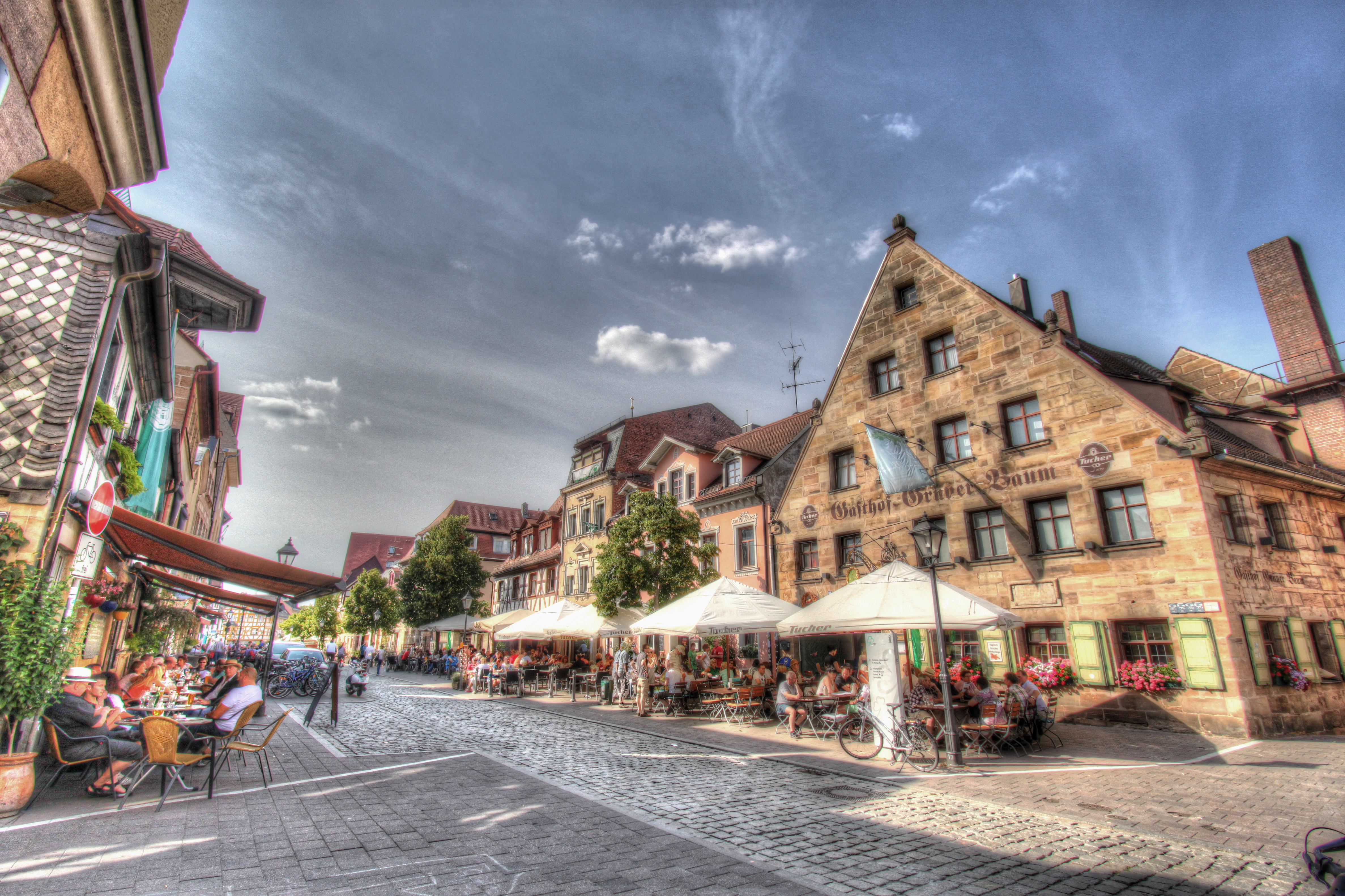
Die Gustavstraße war die alte Hauptstraße Fürths, heute dominiert die Gastronomie.

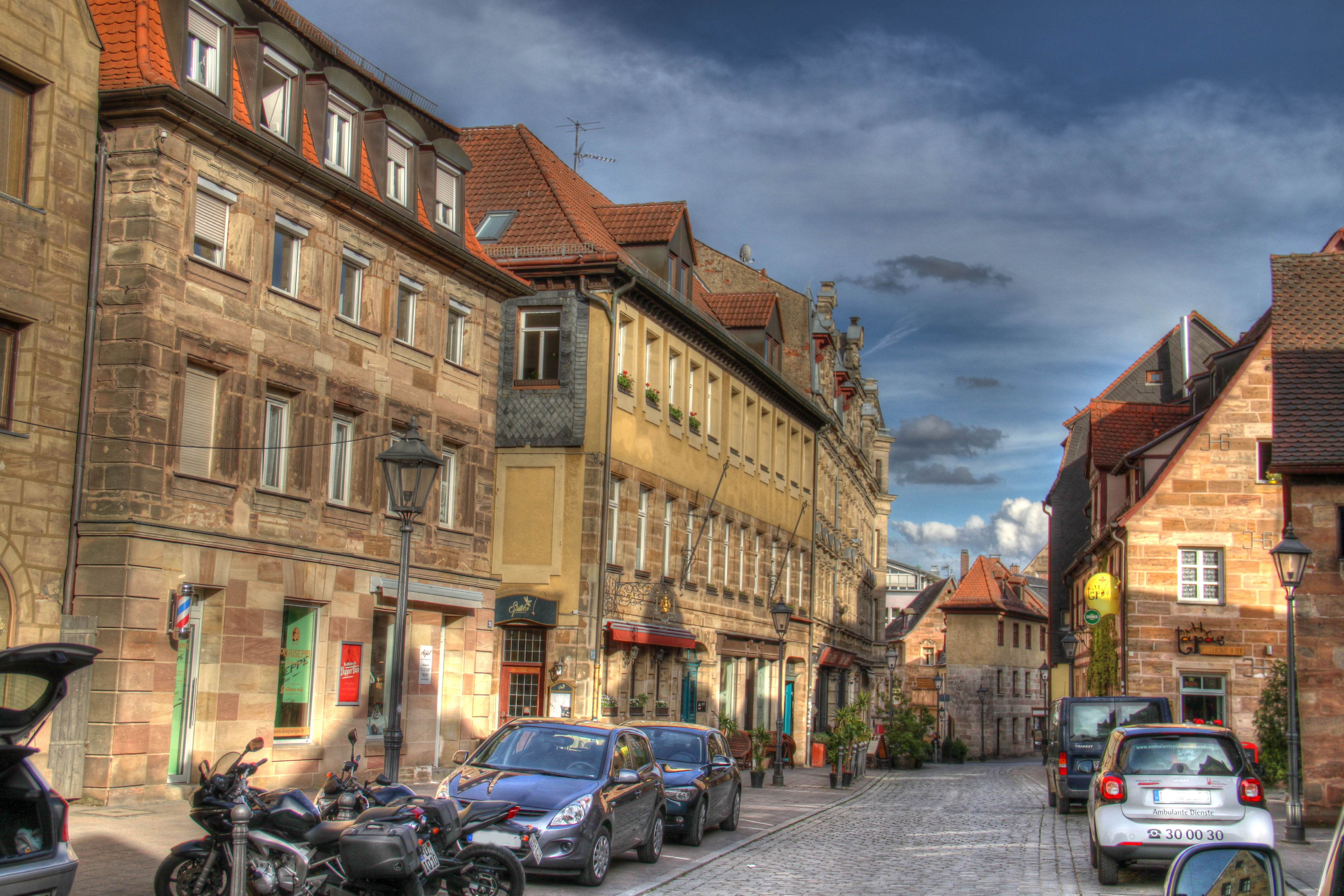
Gustavstraße 16, 14, 12, rechts ein Teil von 15, im Hintergrund 10

Gustavstraße 56, 54, 52, Kirchturm St. Michael, Gustavstraße 48

Die Gustavstraße im mittelfränkischen Fürth war die alte Hauptstraße der Stadt. Die pittoreske Straße mit ihren Bürgerhäusern aus dem 18./19. Jahrhundert und ihrer ausgeprägten Kneipenszene sowie deren unmittelbares Umfeld (Altstadtviertel St. Michael) gelten als Hauptsehenswürdigkeit Fürths, nahezu alle Gebäude der Gustavstraße stehen unter Denkmalschutz. Aufgrund von Konflikten zwischen Anwohnern, Gaststättenbetreibern und Gaststättenbesuchern beschäftigt sie in jüngster Zeit nicht nur den Fürther Stadtrat und die Gerichte, sondern wiederholt auch den Bayerischen Landtag und das Bundesministerium für Umwelt, Naturschutz, Bau und Reaktorsicherheit.

## Städtebauliche Besonderheiten

Grafflmarkt in der Gustavstraße, Juni 2006

Gustavstraße 16, 14

Die Bauerngasse (heute: Gustavstraße) war ein Teilstück der Via Publica (s. u.). Die Funktion als Hauptstraße des Marktes Fürth ging im 18. Jahrhundert auf die parallel verlaufende Rosengasse (später Obere Frankfurter Straße, heute Königstraße) über.
Typisch für die Fürther Altstadt ist auch das in der Gustavstraße besonders hervortretende Durcheinander der Baulinien. Grund dafür ist die sogenannte „Dreiherrschaft“, das Bistum Bamberg, die Burggrafen von Nürnberg (ab 1415 Markgrafen von Brandenburg-Ansbach) und die Reichsstadt Nürnberg, standen sich als Rivalen in ihren landeshoheitlichen Ansprüchen auf Fürth gegenüber. Dieser besondere Status Fürths ermöglichte den Bewohnern allerdings auch besondere Freiheiten. Erst als 1791 der letzte Markgraf Karl Alexander sein Fürstentum Ansbach an seine preußischen Verwandten übergab und die einmarschierenden Preußen die Rechte der anderen Grundherren ignorierten, endete für Fürth die Dreiherrschaft. Zum Teil kann man an der Baulinie den Oberherren ablesen: Giebelständige Häuser sind oft bambergisch, traufständige nürnbergisch und Mansardendächer ansbachisch (in der Gustavstraße gab es jedoch keine ansbachischen Häuser). In der Gustavstraße hat sich

„die historische Bausubstanz aus dem 17. und 18. Jh. nahezu ungestört erhalten. [Der Marktplatz] und die Straße zeigen das typische Bild einer alten fränkischen Stadt. Das altstädtische Straßenbild ist noch heute in eindrucksvoller Geschlossenheit erhalten.“

An der Einmündung der Baldstraße und an der Henri-Dunant-Straße wird das Straßenbild durch einige Häuser der vorletzten Jahrhundertwende fortgesetzt, womit auch im Altstadtkern die Blütezeit der Stadt dokumentiert ist (Fürth gilt kunsthistorisch als Stadt des Historismus). Die Gustavstraße und das Altstadtviertel St. Michael konnten das Erscheinungsbild einer fränkischen Kleinstadt mit mittelalterlich/barocken Strukturen erhalten, weil die Altstadt im äußersten Mündungswinkel von Rednitz und Pegnitz lag. Im Normalfall (also in anderen Städten) bildet die Altstadt den Siedlungskern, der im Laufe der Zeit vielfach erneuert, überlagert und umstrukturiert wird. In Fürth ergab sich wegen der Randlage der Altstadt keine Möglichkeit der Erweiterung im Altstadtbereich, so verlagerten sich die City-Funktion im 19. und frühen 20. Jahrhundert nach Süden und Südosten, womit die Altstadt mit der Gustavstraße an den Rand der Entwicklung rückte und kaum überformt wurde.
Charakteristisch für die städtebauliche Struktur sind weiterhin die an beiden Seiten der Straße abzweigenden sackgassenartigen Hofbereiche (u. a. Kannengießershof, Roßnershof, Hülßenhof, Blaue Schüssel, Pfarrhof, Grüner Baum, Schuhshof, Kannengießerhof, Hof des Langen Hauses, Rößleinswirtshof, Guter Bauernhof, Meckhof), die aus den ins Mittelalter zurückgehenden ehemaligen Bauernhöfen entstanden sind. Als Teil des Rößleinshofes gehörte die heutige Waagstraße und der Waagplatz auch zur Gustavstraße.

## Geschichte

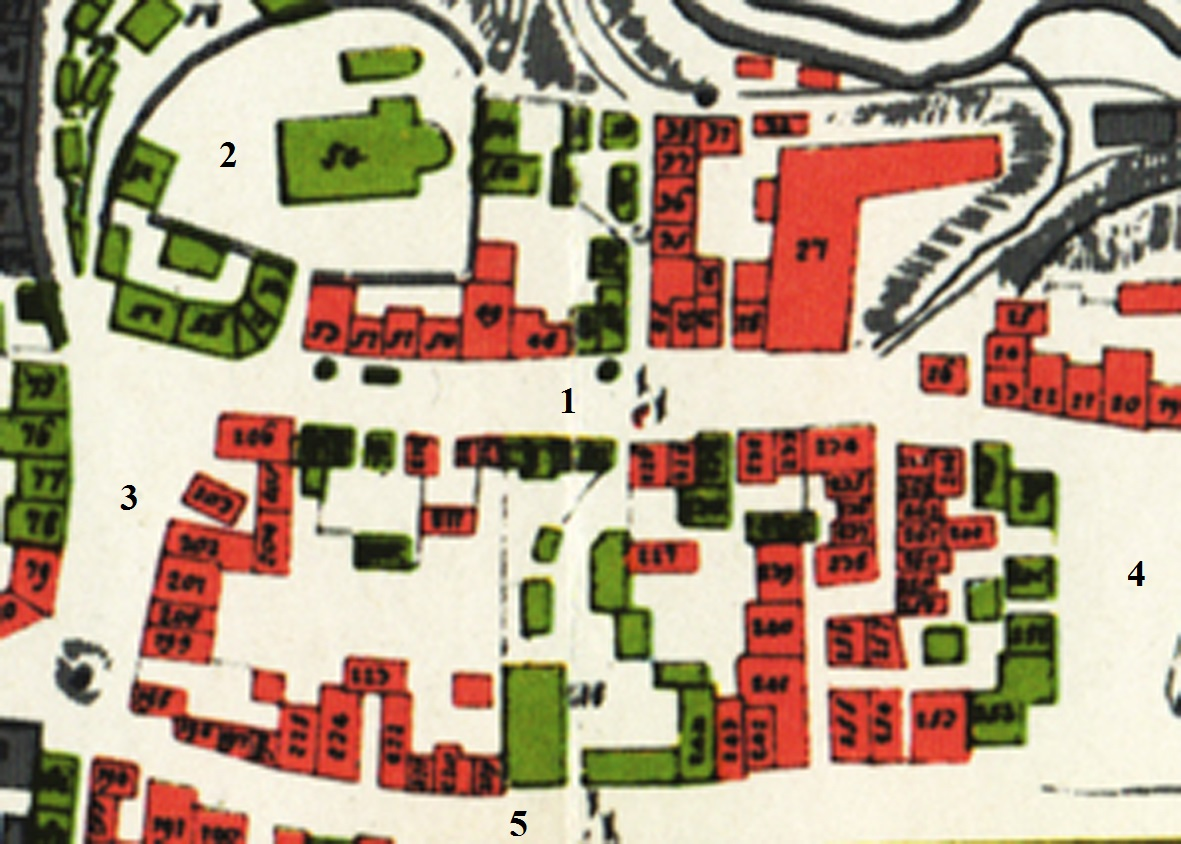
Altstadtviertel St. Michael nach einer Karte von 1717. – 1: Bauerngasse, heute Gustavstraße, 2: Kirchplatz, 3: Marktplatz, 4: Königsplatz, 5: Rosengasse, heute Königstraße. – Grün: Nürnberger Anwesen. Rot: Anwesen unter Landeshoheit des Dompropstes Bamberg.

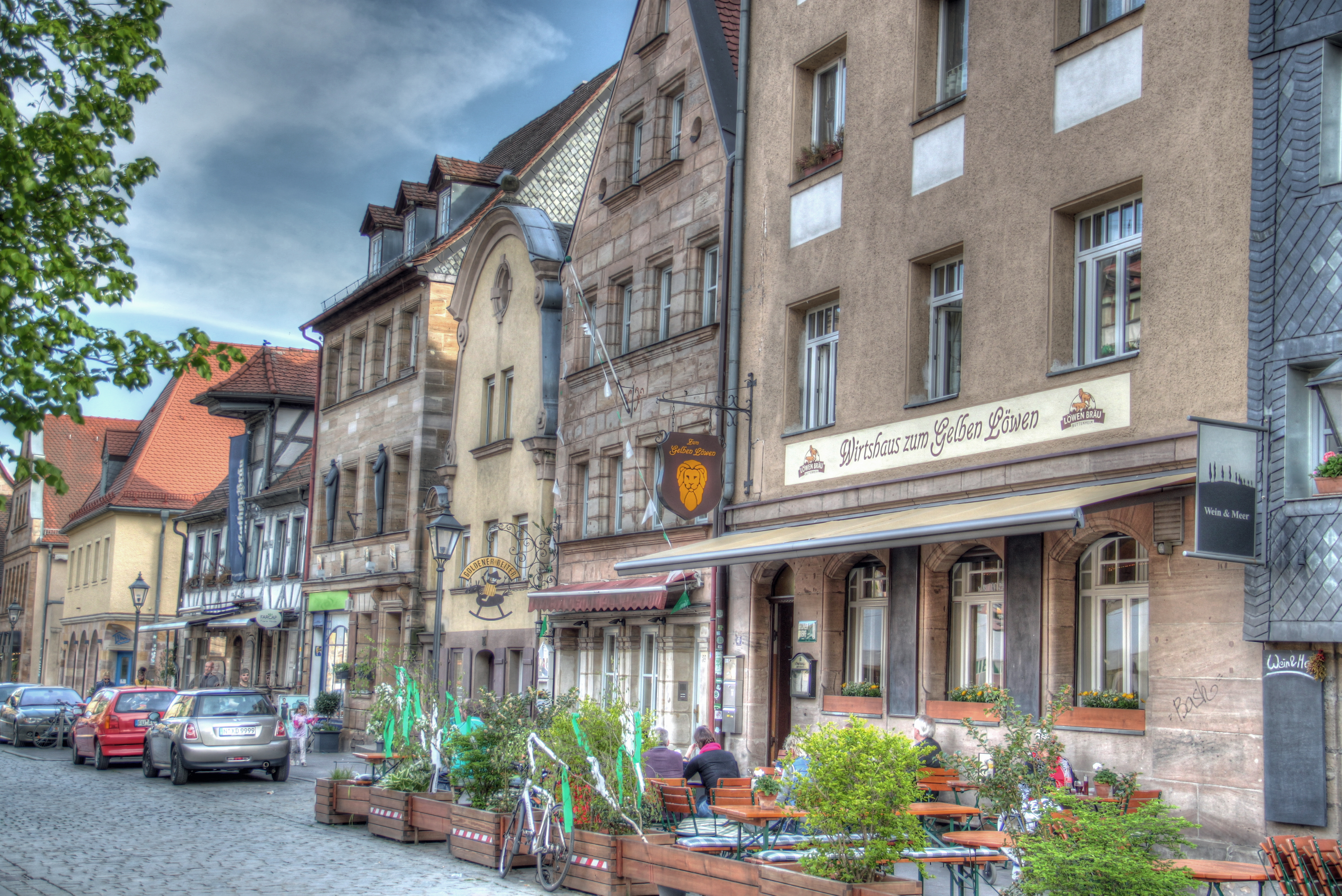
Gustavstraße, von rechts nach links: Rand von 43, dann 41 (Gelber Löwe), 39, 37, 35, 33, 31

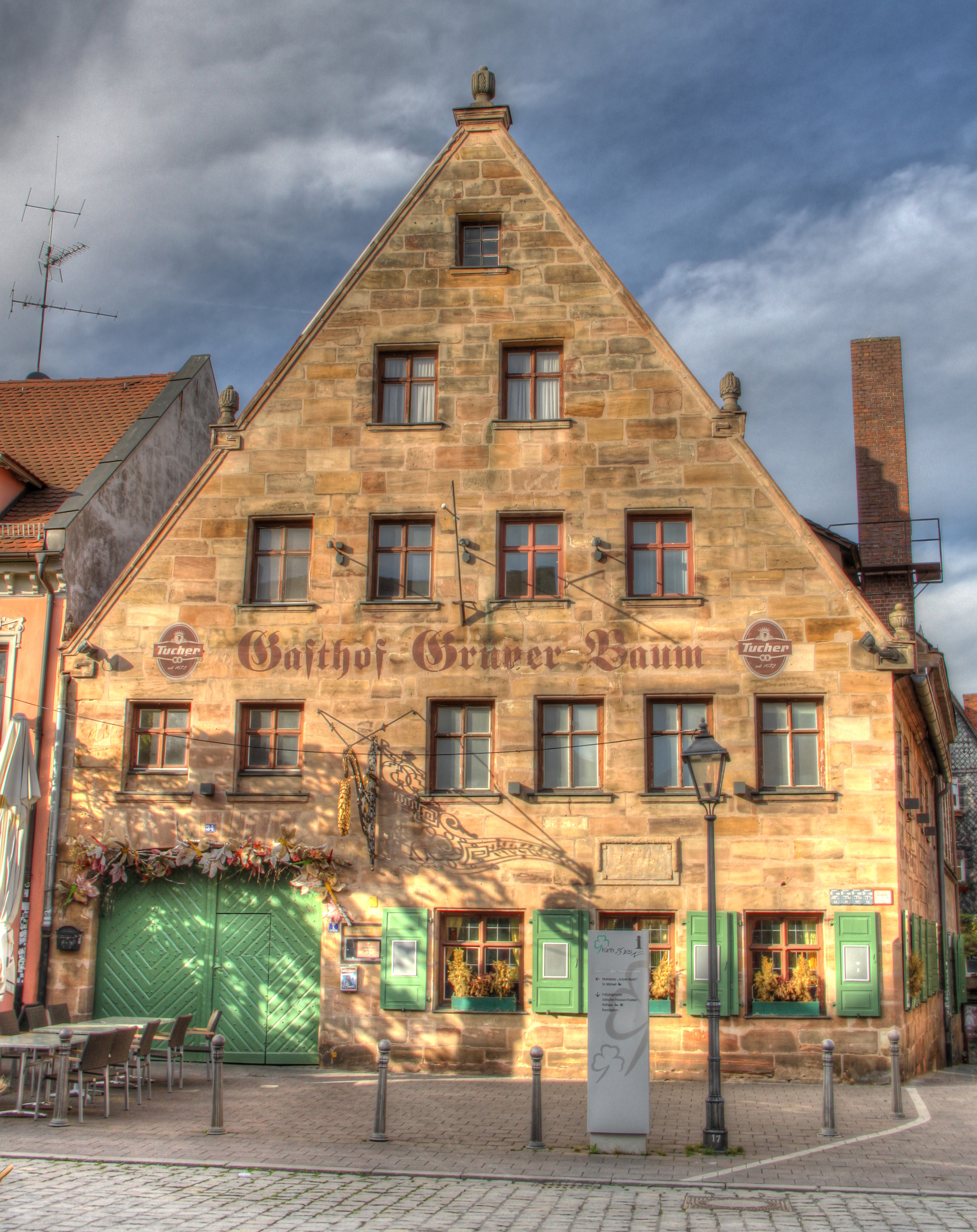
Gaststätte Grüner Baum, Gustavstraße 34

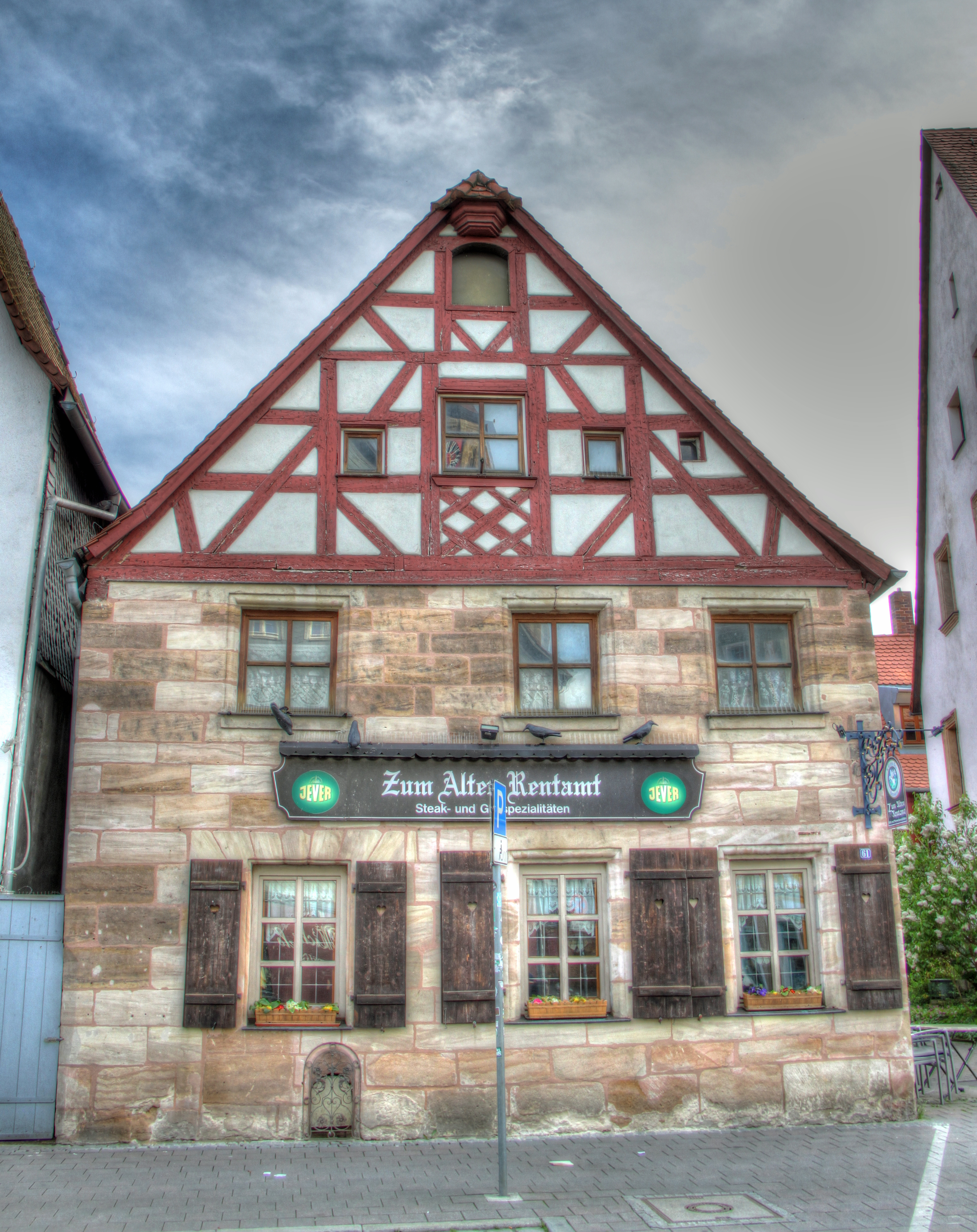
Gaststätte Altes Rentamt, Gründungslokal der SpVgg Fürth

Gustavstraße 58, Kirchturm Stadtkirche St. Michael, Gustavstraße 56 und 65

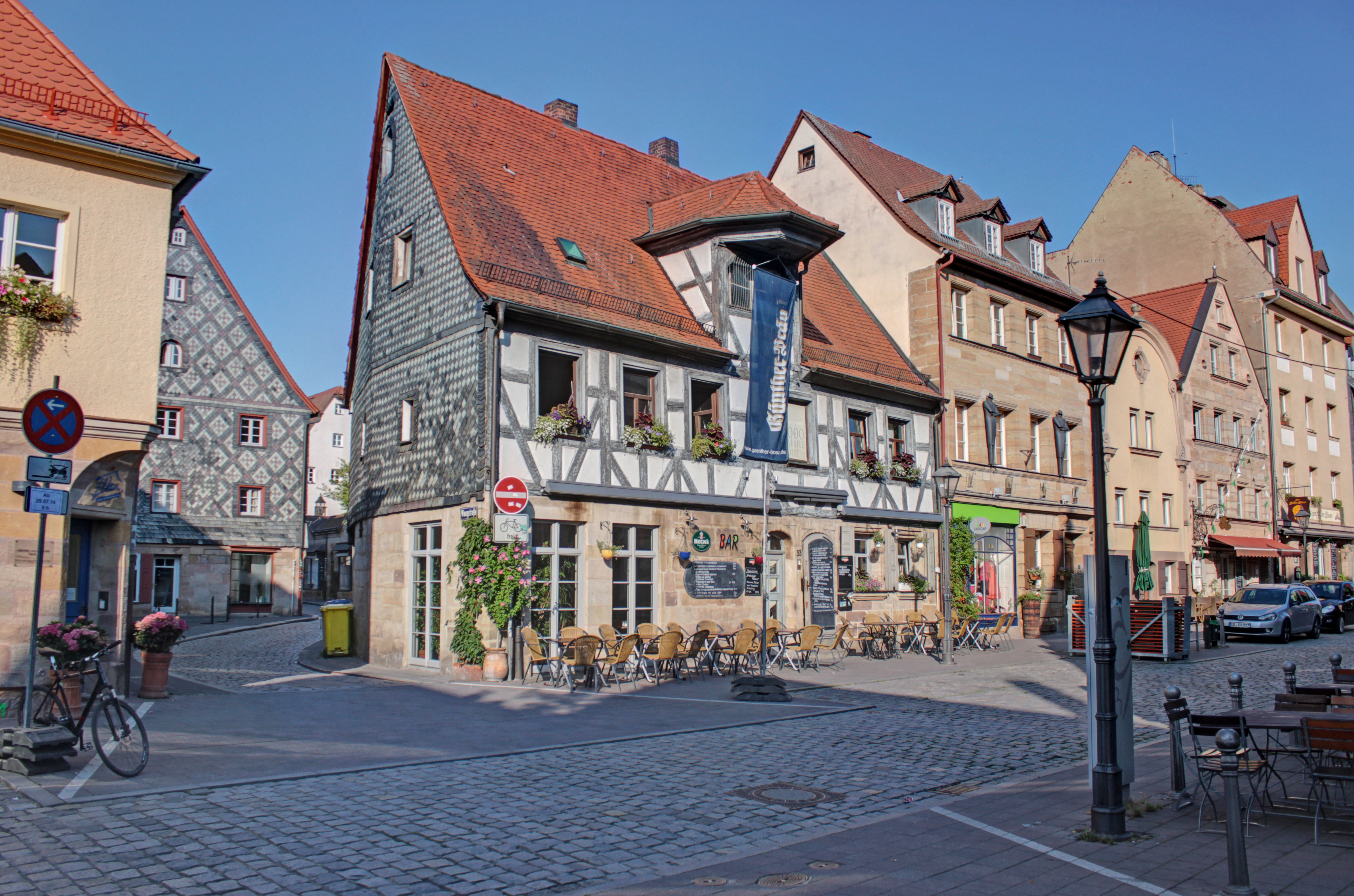
Gustavstraße an der Einmündung Waagstraße, in der Bildmitte Haus Nr. 33, Gaststätte Die Bar

### Anfänge
Fürth verdankte seine Gründung wie auch Weiterentwicklung seiner verkehrsgünstigen Lage an einer Furt und einer Handelsstraße. Dementsprechend siedelten sich vor allem an der Hauptstraße schon im Mittelalter zahlreiche Gaststätten an.
Die Straße war Teil der Via Publica, diese Altstraße führte von Brüssel in Flandern über Frankfurt, Würzburg und Nürnberg bis Prag in Böhmen. In Fürth ist sie eine der wenigen Straßen, die nicht geradlinig, sondern leicht geschwungen verläuft. Ursprünglich wurde sie nach Vermutungen des Fürther Historikers Alexander Mayer westlich über die Angerstraße fortgeführt und ging zur für Fürth namensgebenden Furt über die Rednitz und dann an der abgegangenen, der Legende nach von Karl dem Großen gegründeten Martinskapelle vorbei weiter Richtung Frankfurt. Später kam es zu einer ersten Verlegung, so dass die Durchfahrtsachse mehrfach abknickte, von Westen nach Osten: Maxbrücke (ehem. Badbrücke) – nördliche Königstraße (ehem. Untere Frankfurter Straße) – Marktplatz – Gustavstraße. Nach Osten verlief die Fortsetzung ursprünglich auf der alten Landstraße über Muggenhof und der Bärenschanze nach Nürnberg und von dort weiter nach Böhmen und Prag. Die alten Fortsetzungstrassen wurden mit dem von Bau der Chaussee (heutige Nürnberger- / Fürther Straße) (Fertigstellung 1804) ersetzt. Wohl schon im späten Mittelalter verlagerte sich der Durchgangsverkehr von der Gustavstraße (damals: Bauerngasse) zunehmend auf die mittlere Königstraße (damals: Rosengasse).
Um die Gustavstraße gruppierte sich der mittelalterliche Marktort, bis 1827 hieß sie Bauerngasse (der Name ist seit dem 16. Jahrhundert belegt), da hier die Bauern des Umlandes nach dem Besuch des Fürther Marktes in einem der zahlreichen Gasthäuser einkehrten (auf vielen der im Nebenerwerb betriebenen Fürther Bauernhöfe lag eine Schankgerechtigkeit). Sie stand seit jeher verkehrs- und funktionsmäßig in enger Beziehung mit dem Marktplatz.

### Neuzeit
Der schwedische König Gustav Adolf war eventuell am 30. März 1632 und vom 17. bis 19. Juni 1632 im Vorfeld der Schlacht an der Alten Veste der mündlichen Überlieferung nach in der Gaststätte Zum Grünen Baum (Gustavstraße 34), den Belegen zufolge im nahegelegenen Pfarrhaus untergebracht, zudem dürfte er zwischen 1. September und 18. September 1632 die Straße besucht haben (Heerlager auf der Hardhöhe), weswegen er als Namenspatron gewählt wurde. Im Jahre 1827 wurde die Gustavstraße nach Gustav Adolf umbenannt, da man eine Bauerngasse mit dem städtischen Selbstverständnis nicht mehr vereinbar hielt. Um Verwechslungen mit der Gustav-Adolf-Straße in Nürnberg zu vermeiden, beschränkte man sich auf den Vornamen.
Am 23. September 1903 fand die Gründungsversammlung der Spielvereinigung Fürth im Gasthaus Balzer (heute „Zum Alten Rentamt“, Gustavstraße 61) statt.
Mit dem Aufstieg zur Industriestadt, dem Anwachsen der Arbeiterbevölkerung und der Einrichtung einer Garnison im Jahr 1889 entwickelte sich aus Teilen des Altstadtviertels ein regelrechtes Vergnügungsviertel mit mehreren Bordellen (Gustavstr. 20/22, Obere Fischerstr. 1, Untere Fischerstr. 5). Der Pfarrer von St. Michael beschwerte sich wiederholt, dass seine Konfirmanden durch dieses anrüchige Gebiet gehen müssten. Daneben gab es auch einige „Winkelhurerei“ (Straßenprostitution). Erst als in Folge des Versailler Vertrags die Fürther Garnison aufgelöst werden musste, kehrte etwas Ruhe ein. 1923 wurde die Prostitution aufgrund von Beschwerden im Altstadtviertel und damit auch in der Gustavstraße verboten. Als 1945 die Amerikaner in Fürth eine Garnison einrichteten, eskalierte die Situation wiederum, es kam vor allem zu schweren Ruhestörungen, Lokalschlachten und Schlägereien. Deshalb erklärte die amerikanische Militärverwaltung das Viertel am 6. November 1951 für Off Limits zwischen 17 Uhr und 6 Uhr früh, kein Amerikaner durfte mehr ohne Ausnahmegenehmigung in diese Zone.
In der Kneipe „Gelber Löwe“ trat Freddy Quinn als Hillbilly-Sänger um 1950 vor amerikanischen Soldaten und in Nürnberg bei deren Rundfunksender AFN auf, bevor er 1954 in der Washington Bar in Hamburg-St. Pauli von Talentsuchern für Polydor entdeckt wurde.
In den Folgejahren kam es zu einem Trading-Down des Altstadtviertels und der Gustavstraße, zahlreiche alteingesessene Betriebe mussten schließen, auch die Gastronomie war betroffen. Die Straße und das Altstadtviertel verloren innerhalb der Stadt an relativer Bedeutung. Die relativ sinkenden Mietpreise erhöhten den Anteil Armer, Alter und Ausländer im Viertel, machten das Viertel aber auch für „Pioniere“ der Subkultur (Studenten, Künstler) zunehmend interessant. Abgesehen davon war die Bausubstanz zwar in keinem guten Zustand, blieb aber fast vollständig in seiner historischen Form erhalten. So blieben die Straße, die Stadtkirche St. Michael und das verfallene Altstadtviertel auch in der öffentlichen Wahrnehmung immer der historische Kern Fürths. Ab etwa Mitte der 1970er Jahre wurde die Straße durch Sanierungen, eine zunehmend lebendigere Kneipenszene und durch kulturelle Aktivitäten aufgewertet. Damit und mit der faktischen Verkehrsberuhigung ab 1974 (Verlegung der Bundesstraße, s. u.) gewann die Straße wieder an Freizeitattraktivität, die sich unter anderem in der Neueröffnung von Kneipen äußerte. Allerdings verschwanden die meisten Einzelhändler und nahezu alle Handwerksbetriebe, erst jüngst kam es wieder zu Neueröffnungen.

### Verkehrsberuhigung, Wiederbelebung und „Kneipenstoppbebauungsplan“
Bis 1974 war die Gustavstraße ein Teil der Bundesstraße 8, erst mit der Eröffnung der Nordumgehung (Durchbruch Königsplatz) am 7. Mai 1974 konnte der entsprechende Durchgangsverkehr aus der zu eng gewordenen Straße verlegt werden. Der 1974/75 gegründete Altstadtverein Fürth etablierte 1975 den sogenannten Grafflmarkt (Trempelmarkt mit Kulturprogramm), der das Interesse für die Gustavstraße weiter steigerte. Die damit verbundene Entwicklung der Gastronomie machte dem Altstadtverein jedoch wiederum Sorgen, so forderte er in Aktionen im September 1979 eine verkehrsberuhigte Zone Gustavstraße und im Juni 1979 und Dezember 1980 einen „Kneipenstopp“. Im Januar 1982 fanden Gespräche mit den Stadtratsfraktionen und im Juli 1982 eine Bürgerbefragung zur Verkehrsberuhigung statt. Am 22. September 1982 befasste sich der Bauausschuss mit der Aufstellung eines neuen Bebauungsplanes für das Altstadtviertel St. Michael (sog. „Kneipenstoppbebauungsplan“) der am 15. November 1982 vom Bauausschuss dem Stadtrat zur Annahme empfohlen wurde. Am 29. August 1983 wurde eine Veränderungssperre zum Entwurf des Bebauungsplanes 001 erlassen und damit de facto der sog. „Kneipenstopp“ in der Gustavstraße (und dem Altstadtviertel) verfügt: es durften (theoretisch) ab diesem Zeitpunkt keine weiteren Kneipen mehr eröffnet werden. Im April 1984 erfolgten Gespräche des Altstadtvereins mit dem Bau- und Grünflächenamt sowie eine Podiumsdiskussion im Grünen Baum wegen der Verkehrsberuhigung in der Gustavstraße, ein entsprechendes Konzept wurde ebenfalls dort im Juli 1986 vorgestellt. Am 19. Februar 1988 veröffentlichte die Stadt den damit rechtsverbindlichen Bebauungsplan 001 („Kneipenstoppbebauungsplan“). Die baulichen Maßnahmen zur Verkehrsberuhigung der Gustavstraße erfolgten zwischen August 1987 und September 1988. Am 11. Oktober 1990 erfolgte der Stadtratsbeschluss, große Teile des Altstadtviertels als Sanierungsgebiet auszuweisen, wobei von der Flächensanierung wie am nahegelegenen und vollständig abgerissenen Gänsberg Abstand genommen wurde, die förmliche Festlegung des Sanierungsgebietes Gustavstraße/Rednitzhof/Helmplatz erfolgte am 11. Oktober 1990.
Am 8. Februar 1997 änderte der Stadtrat den „Kneipenstoppbebauungsplan“ dahingehend, dass nun auch die Neueröffnung von mit Gaststätten verbundene Anlagen für Vereine u. ä. ebenfalls verboten ist. Angesichts der florierenden Gustavstraße wurde die Sperrzeit für Freischankflächen im Jahre 2002 probeweise sonntags bis donnerstags auf 23:30 bis 6 Uhr und Freitag und Samstag auf 24 bis 6 Uhr verkürzt (in der Gustavstraße befinden sich die Freischankflächen zumeist auf öffentlichem Raum in Sondernutzung, ähnlich den österr. Schanigärten). Nach der Probephase änderte der Stadtrat die Sperrzeitverordnung für den Bereich Gustavstraße, Waagplatz, Marktplatz und Königstraße 37 in der Stadtratssitzung vom 26. Februar 2003 dementsprechend ab (Geltungsdauer jährlich 1. Juni bis 31. August). Im Jahre 2005 verkürzte die Stadt die Sperrzeiten der Freischankflächen während Grafflmarktes, es durfte bis 2 Uhr geöffnet bleiben. Am 24. Juni 2009 verlängerte der Stadtrat die Geltung der neuen Öffnungszeiten um den Monat Mai. Durch den Volksentscheid „Nichtraucherschutz“ in Bayern finden sich seit 1. August 2010 bis Schluss der Bewirtung im Innenraum (i. d. R. 1 Uhr) rauchende Gäste vor den Gastwirtschaften, die sich naturgemäß unterhalten, was bei den nächtlichen Grenzwerten der TA Lärm zu Überschreitungen führen kann.

### Auseinandersetzung seit 2011

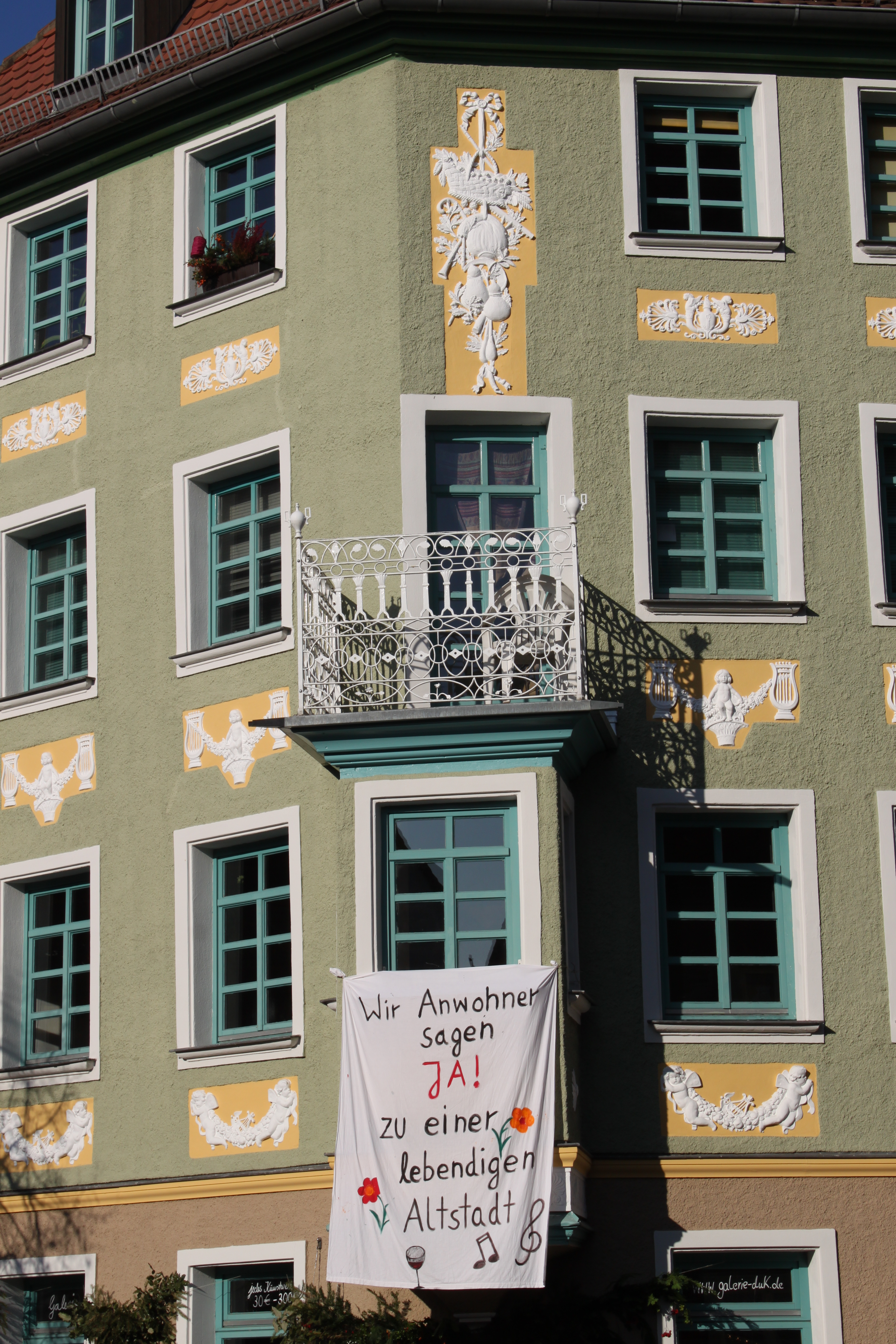
Plakatives Anwohnervotum zugunsten der Kneipenszene (Gustavstraße 54)

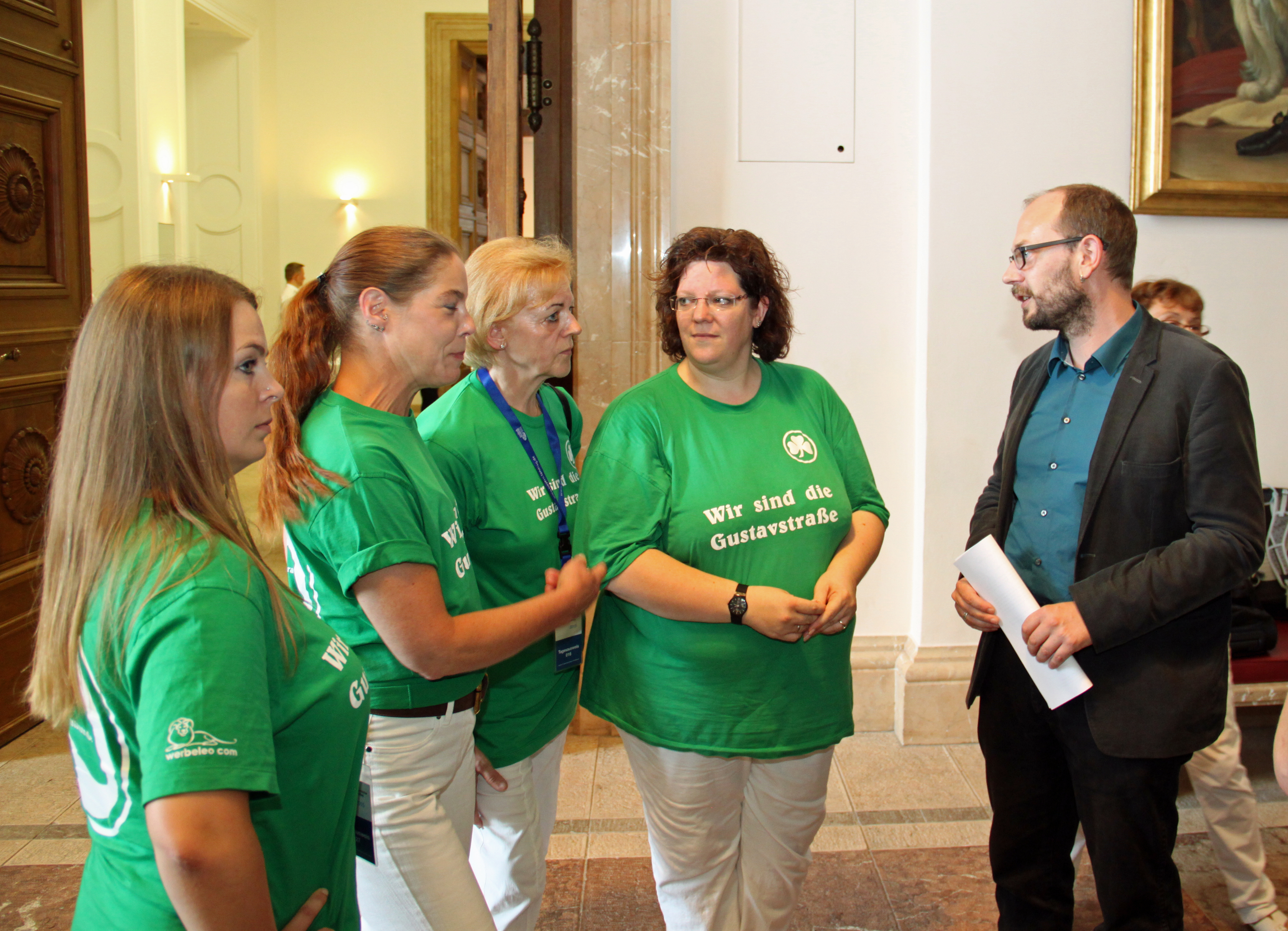
Maximilianeum, 16. Juli 2015: Aktivistinnen der Initiative „Wir sind die Gustavstraße“ nach Übergabe der gesammelten Unterschriften in Diskussion mit MdL Markus Ganserer

Ein im Jahre 2008 zugezogener, zumeist federführender Anwohner und einzelne weitere Altstadtbewohner (je nach Verfahren zwischen einem und fünf Kläger) reichen gegen die Stadt Fürth seit dem Jahre 2011 Klagen ein, die zum Teil erfolgreich waren. Mehrere Mediationen brachten keine Lösung. Vor allem geht es um die Außenschankflächen (Anzahl der Sitzplätze und Öffnungszeiten) sowie um Veranstaltungen (Länge und Öffnungszeiten). Der Erfolg der Kläger resultiert vor allem daraus, dass die Gerichte – vor allem das Verwaltungsgericht Ansbach – die TA Lärm als Richtschnur hernehmen, obwohl diese die Anwendung auf „Freiluftgaststätten“ ausschließt. Das bedeutet für die Gustavstraße als sog. Mischgebiet einen Immissionsrichtwert tagsüber (6 bis 22 Uhr) von 60 dBA, nachts (22 bis 6 Uhr) von 45 dBA. Dies sind Werte, die nach Meinung von Kritikern in der Praxis generell nicht eingehalten werden können. Das Bundesministerium für Umwelt, Naturschutz, Bau und Reaktorsicherheit bestätigte den Ausschluss (also keine Anwendbarkeit auf die Gustavstraße), das bayerische Wirtschaftsministerium streitet ihn jedoch ab, da mit „Freiluftgaststätten“ etwas anderes als Freischankflächen gemeint sei. Im Jahr 2015 rückte der Bayerische Verwaltungsgerichtshof von der Anwendung der TA Lärm ab. Die Auseinandersetzung führte zu einem breiten Presseecho, zahlreiche Zeitungsartikel und einige Radio- und Fernsehsendungen beschäftigen sich mit dem Thema.
Am 25. Januar 2012 sah sich der Stadtrat vor dem Hintergrund der laufenden Verfahren veranlasst, eine Sperrzeitverlängerung (d. h. eine Verkürzung der Ausschankzeit) für die Freischankflächen auf 23 Uhr zu beschließen. Im April 2012 fand in der Gustavstraße die spontane Aufstiegsfeier der SpVgg Fürth statt, was den zwiespältigen Ruf der Straße als „Partymeile“ weiter festigte.
Da die Stadt Fürth in der Auseinandersetzung einen zunehmend tatenlosen Eindruck hinterließ, nahmen verschiedene Initiativen zugunsten der bisherigen liberalen Regelung Stellung. Am 10. November 2012 zog eine Demonstration mit etwa 600 Teilnehmern durch die Fürther Innenstadt, die in der Gustavstraße als Schweigemarsch durchgeführt wurde. Am 13. Juli 2013 stellte der damalige Heimatpfleger Alexander Mayer eine Internet-Petition mit dem Titel Unsere Gustavstraße auf der Plattform change.org online, die am 14. Juli auch in den Petitionsausschüssen des Bundestages und des Bayerischen Landtages eingereicht wurden. Die Online-Petition erreichte innerhalb von zehn Tagen 12.000 Unterstützer (bis 2015: 15.600 Unterstützer). Die Petition fordert die Bundesregierung und die Staatsregierung auf, „alles in ihrer Gesetzgebungskompetenz und im Rahmen ihrer sonstigen Einflussmöglichkeiten zu tun, um folgendes zu gewährleisten: In Straßen oder Bereichen, in denen eine traditionelle Wirtshauskultur besteht, soll die Bewirtung auf den Freischankflächen – zum Beispiel analog der Bayerischen Biergartenverordnung – bis 23 Uhr erlaubt sein. In Straßen oder Bereichen, die Austragungsort traditioneller Veranstaltungen sind, müssen diese Veranstaltungen im gewohnten Umfang durchführbar bleiben“. Der Bundestag bestritt jedoch seine Zuständigkeit, weil seiner Meinung nach (im Gegensatz zur Meinung der bayerischen Staatsregierung) die TA Lärm als Bundesregelung nicht anzuwenden sei. Der Wirtschaftsausschuss des Landtages beriet am 5. Dezember 2013 über die Petition. Während sich das Wirtschaftsministerium in einer schriftlichen Stellungnahme ablehnend äußerte, stand der Berichterstatter Markus Ganserer im Ausschuss dem Anliegen positiv gegenüber. Die Entscheidung wurde vertagt, um eine Stellungnahme des Städtetages abzuwarten.
Die SPD-Landtagsfraktion stellte am 6. Februar 2014 einen der Petition ähnelnden Antrag im Bayerischen Landtag, dem zufolge der Freistaat mit einer Verordnung nach Bundes-Immissionsschutzgesetz (§ 23 Abs. 1 und Abs. 2 Satz 1) die Freischankflächen mit den bayerischen Biergärten generell gleichsetzen solle, was Öffnungszeiten bis 23 Uhr gewährleisten würde. Dieser Antrag wurde von der CSU-Mehrheit im Landtag vom 7. Mai 2014 abgelehnt, obwohl zuvor Ministerpräsident Horst Seehofer Unterstützung zugesagt hatte. Der stellv. Vorsitzende des Umweltausschusses Otto Hünnerkopf bezeichnete im Landtag den „Fall Gustavstraße“ als ein lokales Problem, zudem habe sich die Straße zum „Dauer-Oktoberfest“ entwickelt.
Anfang 2014 zogen drei der Hauptkläger aus ihren Häusern in der Gustavstraße weg. Diese blieben jedoch im Besitz der Immobilien und waren somit weiterhin klageberechtigt, wovon sie auch Gebrauch machten.
Aus den Klagen gegen die teilweise schon als traditionell empfundenen Veranstaltungen wie dem Grafflmarkt und das Weinfest folgten im Jahre 2014 drastische Einschränkungen. Die Wirte sagten daraufhin das Weinfest vollständig ab.
Im Zusammenhang mit den Auseinandersetzungen bildete sich die Interessengruppe Wir sind die Gustavstraße, die u. a. Anfang August 2014 ein Protest-Picknick, im September 2014 eine Schweigeaktion mit Kerzen zum „Grafflmarkt“, im März 2015 für eine Fernsehsendung ein demonstratives Einläuten der Freischanksaison sowie zum „Grafflmarkt“ im Juni 2015 einen Flashmob mit einer An die Freude angelehnten Musikdarbietung veranstaltete.
Die SPD-Bundestagsfraktion führte am 13. April 2015 in Fürth ein „Fachgespräch“ mit dem Titel Zusammenleben in der Gustavstraße, u. a. mit Staatssekretär Florian Pronold, der Hilfe zugunsten der Kneipengäste noch vor der Bundestags-Sommerpause 2015 versprach, dabei aber sehr unkonkret blieb.
Die Interessengruppe Wir sind die Gustavstraße sammelte von März bis Mitte Juli 2015 wiederum über 16.600 Unterschriften (bis November 2015: 22.000 Unterschriften). Es wird gefordert, die Auslegung der TA Lärm zugunsten längerer Öffnungszeiten der Freischankflächen in der Gustavstraße gesondert zu regeln. Die bis dahin gesammelten Unterschriften wurden am 16. Juli 2015 zusammen mit den Listen der Online-Petition im Maximilianeum den Abgeordneten Petra Guttenberger (CSU), Horst Arnold (SPD), Gabi Schmidt (FW) und Markus Ganserer (Bündnis 90/Die Grünen) übergeben.
Im Juli 2015 beschloss der Fürther Stadtrat mit großer Mehrheit ein neues Nutzungskonzept, das die Außenveranstaltungen in ihrem bisherigen Umfang nur geringfügig einschränkt. Beim Fürth Festival entfällt die Bühne in der Gustavstraße; das Weinfest – sofern es im Gegensatz zu den Jahren 2014 und 2015 wieder durchgeführt werden sollte – wird von sechs auf vier Tage verkürzt. Mit den neuen Regelungen hoffen der Stadtrat und die Stadtverwaltung Fürth, den Interessen aller Konfliktparteien angemessen Rechnung zu tragen und das Ausmaß der zukünftigen Rechtsauseinandersetzungen einzudämmen.
Im Oktober 2015 beschloss der Fürther Stadtrat mit großer Mehrheit, den ursprünglich aus dem Jahre 1988 stammenden „Kneipenstoppbebauungsplan 001“ zu ändern, u. a. um die Rechtsposition der Stadt zu verbessern: der dort festgelegte „verstärkte Schutz des Wohnens“ werde „auf das gesetzlich Vorgeschriebene zurückgefahren“.
Am 19. November 2015 fand im Bayerischen Verwaltungsgerichtshof nach dem Scheitern aller Mediationsversuche eine neuerliche Verhandlung zum Streitfall statt. Auffällig war vor allem, dass das Gericht von der „unmittelbaren Anwendbarkeit“ der TA Lärm abrückte. Die Urteilsbegründung wurde am 11. Februar 2016 veröffentlicht. Der Verwaltungsgerichtshof hob das Urteil des Ansbacher Verwaltungsgerichtes auf und legte dar, dass die TA Lärm nicht auf Freischankflächen anzuwenden sei. Bezogen auf die Gustavstraße komme ein Hinausschieben des Beginns der Nachtzeit auf 23.00 Uhr grundsätzlich hinsichtlich derjenigen Nächte in Betracht, die einem Samstag oder einem Sonn- oder Feiertag vorausgingen, bei Wochentagen außer Freitag entgegen der bisherigen Praxis jedoch in aller Regel nicht. Das Gericht machte dies jedoch von verschiedenen, allgemein formulierten Bedingungen abhängig. In Aussicht gestellte Änderungen der Rahmenbedingungen wie z. B. des Bebauungsplanes konnten im Urteil noch nicht berücksichtigt werden.
Am 21. April 2016 lehnte der Wirtschaftsausschuss des bayerischen Landtages mit den Stimmen der CSU-Mehrheit die Anliegen (s. o.) der Petitionen des früheren Fürther Heimatpflegers Alexander Mayer und der Interessengruppe Wir sind die Gustavstraße ab. Mitte Mai 2016 wurde überraschend bekannt, dass die Petitionen nicht nur im Ausschuss, sondern im Plenum des Landtages selbst am 1. Juni 2016 behandelt würden, was auf einen Antrag der Landtagsfraktion Grüne/Bündnis 90 zurückzuführen war. Die Petitionen wurden im Landtag am 1. Juni 2016 mit 70 Stimmen der CSU abgelehnt, 59 Abgeordnete der SPD, Grünen/Bündnis 90 und FW stimmten für die Petition, drei Abgeordnete der CSU enthielten sich.
Im Amtsblatt Nr. 10/2016 vom 25. Mai 2016 erfolgte die „Ortsübliche Bekanntmachung der frühzeitigen Beteiligung der Öffentlichkeit gemäß § 3 Absatz 1 BauGB zur zweiten Änderung des Bebauungsplanes Nummer 001“. Hierin heißt es, dass „die planungsrechtlichen Restriktionen für Schank- und Speisewirtschaften im Geltungsbereich beseitigt werden“ sollen: „Die Stadt Fürth verfolgt das Ziel, den Bereich um die historisch gewachsene Gustavstraße in den derzeitigen Strukturen einschließlich ihrer gastronomischen Betriebe und eingeführter Veranstaltungen zu erhalten, ohne dabei den Schutz der dortigen Wohnbevölkerung außer Acht zu lassen.“ Ende Juli 2016 teilte die Stadt Fürth mit, dass sie die Verabschiedung des Entwurfes zum „Gesetz zur Umsetzung der Richtlinie 2014/52/EU im Städtebaurecht und zur Stärkung des neuen Zusammenlebens in der Stadt“ abwarten wolle, da dann eventuell in der neuen Baugebietskategorie „Urbane Gebiete“ noch höhere Schallimmissionen als in Mischgebieten erlaubt sein werden.
Im Juni 2016 leitet die Stadt Fürth die Änderung des Bebauungsplanes ein, um der dort in den 1980er Jahren eingefügten Regelungen zum besonderen Schutz der Anwohner wieder auf das normale Niveau eines Mischgebietes zu senken und damit die Rechtsposition der Stadt zu stärken. Das „beschleunigte Verfahren“ wurde dann aber abgebrochen und in ein reguläres – nicht beschleunigtes – Verfahren umgewandelt, um juristischen Anfechtungen weniger Angriffsfläche zu bieten. Bis zur Änderung des Bebauungsplans muss die Stadt Fürth eine achtstündige Nachtruhe im fraglichen Bereich sicherstellen, so dass die in das Klageverfahren einbezogenen Gastronomiebetriebe unter der Woche die Freischankflächen lediglich bis 22 Uhr und an Freitagen und Samstagen bis 23 Uhr nutzen können. Eine eigens von der Stadt Fürth durchgeführte Schallmessung von Mai bis zum September 2016 ergab, dass die ermittelten Schallimmissionen im Durchschnitt nicht die Grenzwerte überschreiten. Der zuvor präferierte Vorschlag, das Areal um die Gustavstraße in ein „Urbanes Gebiet“ umzuwandeln, wurde Anfang 2017 von der Stadt Fürth dann doch abgelehnt, was bei der Interessengruppe Wir sind die Gustavstraße auf Unverständnis stieß und zur Einstellung ihrer Arbeit führte.
Im Juni 2018 verlangten zwei Anwohner erneut in einem Eilantrag die Verkürzung der Schankzeiten und ein Ende des Grafflmarktes bereits um 22 Uhr, so dass ein Ende des Streits wieder in Frage gestellt wurde. Das Gericht gab am 20. Juni 2018 dem Antrag nicht statt, da zwischenzeitlich zahlreiche Maßnahmen zum Lärmschutz umgesetzt, der Veranstaltungskalender ausgedünnt, die Sperrzeiten unter der Woche auf 22 Uhr gelegt worden seien und die effektive Einhaltung der Regelungen überwacht werde.
Anfang März 2020 waren immer noch einige Klagen vor Gericht anhängig, unter anderem gegen die Änderung des Bebauungsplanes und gegen den Umbau der Gaststätte Grüner Baum, letztere scheiterte in zwei Eilverfahren. Eine Klage auf Reduzierung von Sitzplätzen im Freien wurde abgewiesen. Die Stadt plante zunächst ein Weinfest in der Gustavstraße, das erstmals seit 2013 wieder im August 2020 stattfinden sollte und aufgrund der Gerichtsentscheide ausgesetzt wurden. Im Mai 2021 wurde die Klage gegen den Ausbau der Traditionsgaststätte Grüner Baum endgültig abgewiesen, so dass nur noch jene gegen den neuen Bebauungsplan anhängig ist.

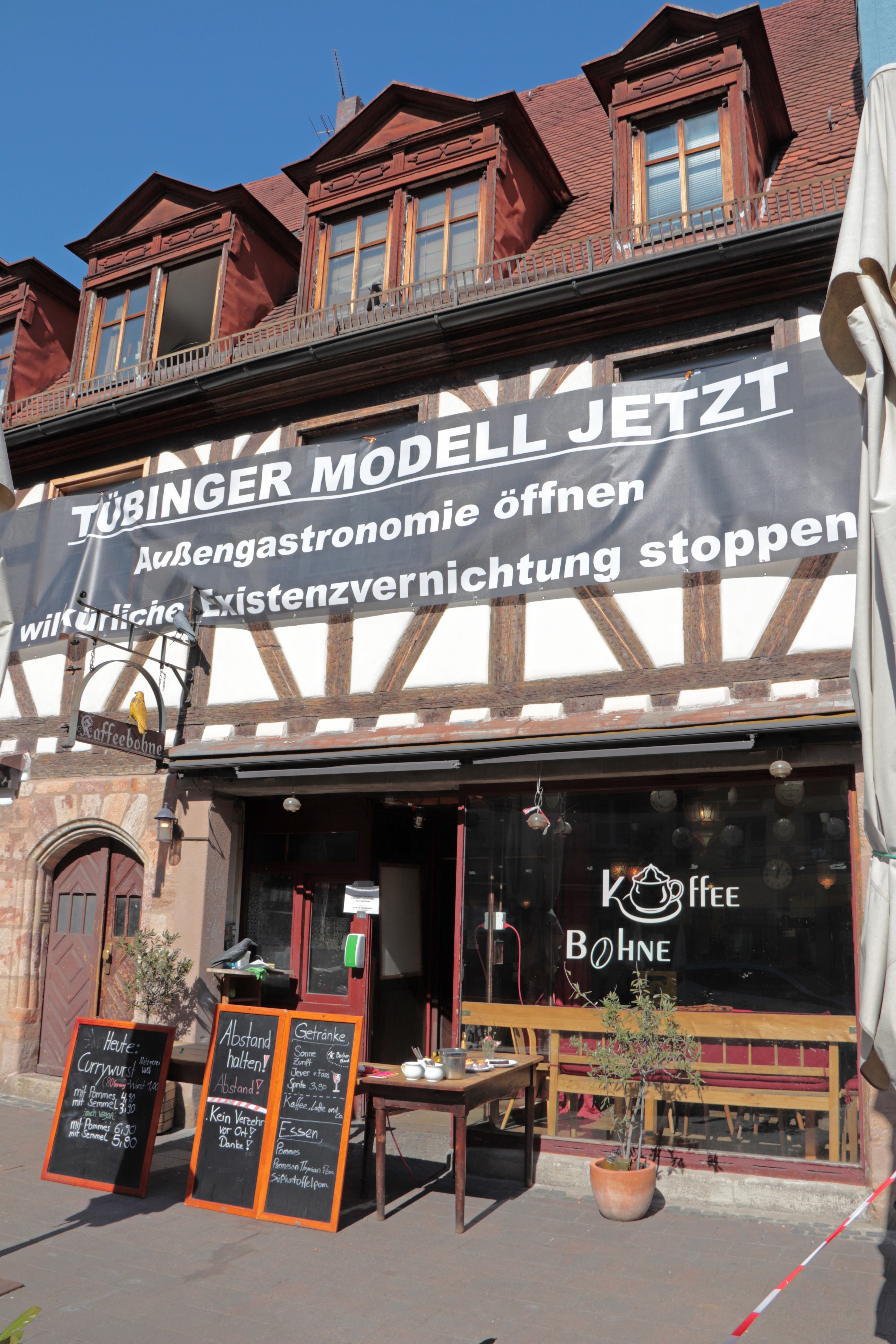
COVID-19-Pandemie: Eine Gaststätte in der Gustavstraße fordert das Tübinger Modell, also die Öffnung zumindest der Freischankflächen

Im Rahmen der COVID-19-Pandemie gerieten die Betriebe der weitgehend von Gastronomie geprägten Gustavstraße in erhebliche Schwierigkeiten, nach der ersten Schließung im März 2020 mussten sie entsprechend dem schon seit 2. November 2020 geltenden Lockdown-light wiederum schließen und forderten u. a. die Durchführung des Tübinger Modells.

### FürthWiki-Laden
Seit August 2020 ist in der Gustavstraße 12 () der FürthWiki-Laden angesiedelt, einer von sechs durch Wikimedia Deutschland unterstützten Lokalen Räumen zur Förderung des Freien Wissens. Die Organisation liegt bei FürthWiki als lokales Regiowiki.